# 개의 심장
개의 심장(Собачье сердце, Heart Of A Dog)은 러시아(구 소련)에서 제작된 블라디미르 보릇코 감독의 1988년 코미디, 드라마, SF 영화이다. 예브게니 에스티니프 등이 주연으로 출연하였다.

## 출연

### 주연
- 예브게니 에스티니프
- 블라디미르 토로코니코브

### 조연
- 보리스 플로트니코프
- 로먼 카체브
- 니나 루슬라노바
- 예브게니 쿠즈네츠브
- 안젤리카 네볼리나
- 발렌티나 코벨
- 나탈리아 라피나

## 제작진
- 미술: 블라디미르 스벳토자로브